# Frank Shannon
Frank Emerson Shannon (Parkersburg, 25 novembre 1917 – Delaware, 20 dicembre 2005) è stato un cestista e allenatore di pallacanestro statunitense, professionista nella NBL.

## Carriera
Giocò per una stagione nella NBL, disputando 29 partite con 4,3 punti di media.